# Drahanovice
Drahanovice (Duits: Drahanowitz) is een Tsjechische gemeente in de regio Olomouc, en maakt deel uit van het district Olomouc. Drahanovice telt 1712 inwoners. Op het grondgebied van de gemeente bevindt zich het station Drahanovice aan de spoorlijnen van Olomouc naar Drahanovice en van Červenka naar Prostějov.

## Geschiedenis
- 1287 – De eerste schriftelijke vermelding van de gemeente.[1]

## Aanliggende gemeenten
| Aangrenzende gemeenten | Aangrenzende gemeenten | Aangrenzende gemeenten      | Aangrenzende gemeenten | Aangrenzende gemeenten |
| ---------------------- | ---------------------- | --------------------------- | ---------------------- | ---------------------- |
| Laškov                 |                        | Náměšť na Hané              |                        | Loučany                |
|                        |                        |                             |                        |                        |
| Pěnčín                 | Těšetice               |                             |                        |                        |
|                        |                        |                             |                        |                        |
|                        |                        | Čechy pod Kosířem, Slatinky |                        | Slatinice              |

Babice · Bělkovice-Lašťany · Bílá Lhota · Bílsko · Blatec · Bohuňovice · Bouzov · Bukovany · Bystročice · Bystrovany · Červenka · Charváty · Cholina · Daskabát · Dlouhá Loučka · Dolany · Doloplazy · Domašov nad Bystřicí · Domašov u Šternberka · Drahanovice · Dub nad Moravou · Dubčany · Grygov · Haňovice · Hlásnice · Hlubočky · Hlušovice · Hněvotín · Hnojice · Horka nad Moravou · Horní Loděnice · Hraničné Petrovice · Huzová · Jívová · Komárov · Kozlov · Kožušany-Tážaly · Krčmaň · Křelov-Břuchotín · Liboš · Lipina · Lipinka · Litovel · Loučany · Loučka · Luběnice · Luká · Lutín · Lužice · Majetín · Medlov ·
Měrotín · Město Libavá · Mladeč · Mladějovice · Moravský Beroun · Mrsklesy · Mutkov · Náklo · Náměšť na Hané · Norberčany · Nová Hradečná · Olbramice · Olomouc · Paseka · Pňovice · Přáslavice · Příkazy · Řídeč · Samotišky · Senice na Hané · Senička · Skrbeň · Slatinice · Slavětín · Štarnov · Štěpánov · Šternberk · Strukov · Střeň · Suchonice · Šumvald · Svésedlice · Těšetice · Tovéř · Troubelice · Tršice · Újezd · Uničov · Ústín · Velká Bystřice · Velký Týnec · Velký Újezd · Věrovany · Vilémov · Vojenský újezd Libavá · Želechovice · Žerotín